# The Learning Tree
The Learning Tree é um filme americano sobre a amadurecimento de 1969, escrito, produzido e dirigido por Gordon Parks. Retrata a vida de Newt Winger, um adolescente que cresceu em Cherokee Flats, Kansas, na década de 1920 e narra sua jornada até a idade adulta marcada por acontecimentos trágicos. Baseado no romance semiautobiográfico homônimo de Parks, de 1963, The Learning Tree foi o primeiro filme dirigido por um cineasta negro para um grande estúdio de cinema americano, a Warner Bros.-Seven Arts.
Em 1989, The Learning Tree estava entre o primeiro grupo de 25 filmes selecionados pela Biblioteca do Congresso para preservação no National Film Registry por serem "culturalmente, historicamente ou esteticamente significativos".

## Elenco
- Kyle Johnson como Newt Winger
- Alex Clarke como Marcus Savage
- Estelle Evans como Sarah Winger
- Mira Waters como Arcella Jefferson
- George Mitchell como Jake Kiner
- Richard Ward como Booker Savage
- Malcolm Attenbury como Silas Newhall
- Russell Thorson como Juiz Cavanaugh
- Zooey Hall como Chauncey Cavanaugh
- Dana Elcar como Xerife Kirky
- Felix Nelson como Jack Winger
- Joel Fluellen como Tio Rob

## Plano de fundo
O filme The Learning Tree é baseado no romance semiautobiográfico de Gordon Parks de 1963 com o mesmo nome. Parks também escreveu o roteiro e, como resultado, o roteiro do filme não se desviou muito do livro, exceto por apresentar menos personagens por uma questão de tempo de execução. Além de roteirista, foi diretor, produtor e compositor musical. Burnett Guffey atuou como diretor de fotografia e Parks foi auxiliado por Jack Aldworth e Fred Giles. Parks tentou incluir o maior número possível de técnicos negros no filme.
Parks escolheu pessoalmente Kyle Johnson para interpretar o personagem Newt após um breve encontro com ele em um hotel de Beverly Hills. No entanto, durante a reunião, ele não deu nenhuma indicação de que queria escalar Johnson. Johnson continuou sendo chamado para testes de tela e, após o quarto teste, descobriu que havia sido contratado e que os testes tinham como objetivo avaliar as habilidades dos outros atores, não dele. Johnson caracterizou o processo de audição como "não normal".
De acordo com a Turner Classic Movies, o nome original do filme era Learn, Baby, Learn, depois foi alterado para o nome atual. O título atual parece ter sido tirado de uma frase do filme, que Sarah Winger diz a seu filho Newt: "Let Cherokee Flats be your learning tree."

## Produção cinematográfica
The Learning Tree foi comprado pela Warner Bros.-Seven Arts em 1969 e se tornou o primeiro filme dirigido por uma pessoa negra para um grande estúdio cinematográfico americano. Parks disse mais tarde:
Até poucos anos atrás, os negros nem sonhavam em entrar no cinema, a não ser como atores. Era um mundo fechado, isolado pela discriminação. Ken Hyman, presidente da Seven Arts, gostou do meu livro e conhecia minha fotografia. Tivemos uma reunião que durou 15 minutos e ele me deu a tarefa de dirigir The Learning Tree. Todos esses anos de preconceito e intolerância foram destruídos em 15 minutos.
The Learning Tree foi filmado em Fort Scott, Kansas, no outono de 1968, e o processo de produção estava programado para durar três meses. Fort Scott foi onde Parks cresceu e também foi a base para a cidade fictícia de Cherokee Flats.
Kyle Johnson lembra que quando a produção começou havia um circo na cidade. Como resultado, a cena do circo no filme apresenta um circo real, em vez de um circo encenado. Além disso, o cenário do circo incluía cidadãos de Fort Scott, que de qualquer maneira estavam presentes no circo da cidade.
Além disso, Johnson lembra que seu “trabalho mais agradável como ator” foi feito com Gordon Parks. Especificamente, Johnson diz “Gostei muito de The Learning Tree; para mim era como fazer parte de um navio bem controlado, uma máquina bem lubrificada. Você faz a sua parte e reconhece sua importância e relacionamento com todas as outras partes, elenco, equipe, diretor e assim por diante.”
Diz-se que Parks seguiu seus instintos durante as filmagens e encorajou os atores a seguirem seus próprios instintos enquanto atuavam. Essa facilidade durante a filmagem provavelmente contribuiu para o fato de as cenas serem filmadas em pouquíssimos takes.
Durante a produção do filme, executivos da Warner Bros. visitavam frequentemente o set. A Warner enviou representantes para verificar Parks e garantir que a produção estava funcionando perfeitamente, supostamente porque Parks era um diretor afro-americano.

## Exodusters
Em 1879, muitos afro-americanos migraram para o Kansas e ficaram conhecidos como os "Exodusters". Entre aqueles que viajaram estavam os ancestrais de Gordon Parks. Seu pai, Andrew Jackson Parks, era arrendatário no Kansas. Dado que Gordon Parks nasceu em Fort Scott, Kansas, em 1912, ele era o "prole da segunda geração de exodusters". Sua origem ancestral desempenhou um papel na escolha de Fort Scott como local de filmagem de The Learning Tree.
Os Exodusters ganharam esse nome depois que quase 6.000 negros americanos migraram para o Kansas após a Emancipação. O seu êxodo foi motivado pela Resolução Windom de 1879, que encorajou os afro-americanos a deixar os estados do sul, onde ainda eram recebidos com muito ódio, apesar de a Guerra Civil Americana ter terminado pouco mais de uma década antes. Kansas prometeu um novo começo para os Exodusters, que queriam começar uma nova vida, em uma nova terra, longe dos sulistas que antes os escravizaram.

## Representações da masculinidade negra
The Learning Tree justapõe as vidas de Newt Winger e Marcus Savage, dois ex-amigos que estão tentando se encontrar em uma sociedade do Meio-Oeste dominada pelos brancos. Embora esses dois jovens tenham personalidades e objetivos de vida diferentes, ambos os personagens representam dois exemplos de masculinidade negra.
Newt é um jovem que tenta seguir a moral, mas está chateado com a injustiça racial da época. Quando ocorre a adversidade, ele tenta agir com dignidade: quando ele e seus amigos roubam Jake Kiner, ele tenta fazer as pazes trabalhando para ele gratuitamente; quando Chauncey Cavanaugh gosta da namorada de Newt, Arcella, ele faz o possível para protegê-la e, no final das contas, aceita sua perda sem demonstrar agressão; ele diz a verdade no julgamento de assassinato de Kiner, apesar de expor Booker Savage como o assassino e mostrar alguns afro-americanos sob uma luz desfavorável. A determinação de Newt em agir eticamente é um reflexo de seu caráter moral.
Em contraste, Marcus é um jovem que também está chateado com a injustiça racial da época, mas retalia com violência. Seu relacionamento difícil com o pai não ajuda sua psique e o predispõe à violência. No caso de Marcus, ele começa a incorporar a violência, especificamente quando bate em Kiner e tenta assassinar Newt por mandar ele e seu pai para a prisão.

## Trilha sonora
Gordon Parks compôs e escreveu a seguinte partitura para The Learning Tree:
1. The Learning Tree – Main Title, cantada por O. C. Smith
2. The Storm To Calm
3. Bluebird
4. The Swimming Hole
5. Concerto (Arcella's Theme)
6. Birthday Present
7. Chorale (The Learning Tree)
8. Poor Tuck
9. Questions & Answers
10. My Baby's Gone (feat. Jimmy Rushing)
11. The Fight
12. Confrontation (feat. Kyle Johnson & Joel Fluellen)
13. Hymn – End Title

O crítico do New York Times, Roger Greenspun, elogiou a trilha sonora do filme em sua crítica, dizendo que a música "telegrafa e depois drena cada crise".

## Recepção
Quando The Learning Tree estreou no Trans-Lux Theatre em Nova Iorque em 6 de agosto de 1969, foi bem recebido pela crítica. Roger Greenspun escreveu em sua crítica que as cenas do filme adquiriram uma "espécie de vitalidade cerimonial e vivacidade". A forte atenção de Parks e Guffey aos detalhes ajudou a tornar este filme amado e bem lembrado pelo público americano.
The Learning Tree estava entre o primeiro grupo de 25 filmes a serem listados no National Film Registry quando o registro foi criado em 1989.